# 地産来消
地産来消（ちさん らいしょう）とは、地域で産出された食材を、その地域へ来訪した人がレストランや宿泊施設等で消費することを意味する。

## 出処
日本経済新聞WEB版　株式会社エムスクエア・ラボ　代表取締役加藤百合子　2013年9月16日投稿記事　タイトル「地元の優等生野菜は「地産来消」で輝く」にて初めて使用。